# Paolo Mercuri
Pour les articles homonymes, voir Mercuri.
Paolo Mercuri, né le 20 avril 1804 à Rome et mort 30 avril 1884 à Bucarest, est un graveur au burin et un peintre italien.

## Biographie
Paolo Mercuri naît le 20 avril 1804 à Rome, de parents français. Il passe son enfance à Marino.
Il étudie à l'Accademia di S Luca à Rome, puis vit à Paris de 1832 à 1847. Il est principalement connu pour ses gravures (Moissonneurs, Sainte Amélie) et ses portraits de Colomb et de Madame de Maintenon. Il expose au Salon à partir de 1847. Il enseigne ensuite à l'école française de Rome.
Il meurt 30 avril 1884 à Bucarest.

## Œuvres
- La Prière[3]

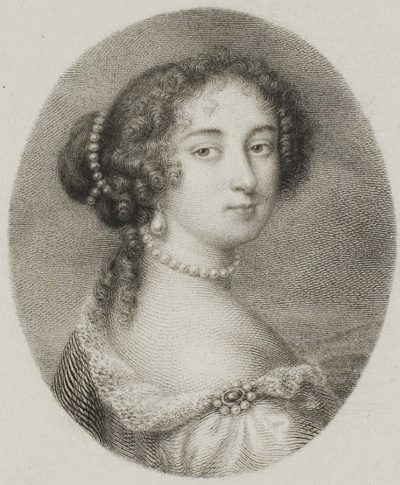
Portrait de Madame de Maintenon, d'après Pierre Mignard.

- Jeune bergère se servant de son peigne à longues dents pour défendre un agneau contre l'attaque d'un loup[3]
- Saint Joseph et l'enfant Jésus[3]
- Joannes a Capistrano[3]
- Statues antiques[4]
- Costumes des XIII, XIV et XVe siècle[5]
- Les moissonneurs dans les marais pontains[6]
- Sainte Amélie, reine de Hongrie[7]
- La Pia[7]
- Le Tasse[4]
- Christophe Colomb[8]
- Condorcet[8]
- Madame de Maintenon, très petit médaillon d'après Petitot, 1847[8]
- Jane Gray[9]